# Alloclubionoides quadrativulvus
Alloclubionoides quadrativulvus is een spinnensoort in de taxonomische indeling van de nachtkaardespinnen (Amaurobiidae).
Het dier behoort tot het geslacht Alloclubionoides. De wetenschappelijke naam van de soort werd voor het eerst geldig gepubliceerd in 1974 door Kap Yong Paik.